# Деферент
Дефере́нт (лат. deferens — несущий) — понятие, используемое в геоцентрической модели Птолемея. Согласно этой модели, всякая планета равномерно движется по кругу (эпициклу), центр которого, в свою очередь, движется по другому кругу, который и называется деферентом.
Основанием для такой искусственной конструкции послужила необходимость моделировать неравномерное движение планет, в частности попятное движение, а также объяснить изменение их видимой яркости, связанное с изменением расстояния от Земли.
См. подробнее Эпицикл.